# Oukuriella epleri
Oukuriella epleri är en tvåvingeart som beskrevs av Messias och Ernst Josef Fittkau 1997. Oukuriella epleri ingår i släktet Oukuriella och familjen fjädermyggor. Inga underarter finns listade i Catalogue of Life.